# Zita-Eva Funkenhauser
Zita-Eva Funkenhauser est une fleurettiste allemande née le 1er juillet 1966 à Satu Mare. Elle est la femme du fleurettiste Matthias Behr.

## Carrière
La fleurettiste ouest-allemande participe à l'épreuve de fleuret par équipe lors des Jeux olympiques d'été de 1984 à Los Angeles et est sacrée championne olympique avec ses coéquipières Christiane Weber, Cornelia Hanisch, Sabine Bischoff et Ute Kircheis-Wessel. Aux Jeux olympiques d'été de 1988 à Séoul, Zita-Eva Funkenhauser remporte la médaille de bronze en fleuret individuel et la médaille d'or par équipe avec Anja Fichtel-Mauritz, Christiane Weber, Sabine Bau et Annette Klug. Elle concourt aux Jeux olympiques d'été de 1992 à Barcelone et remporte la médaille d'argent dans l'épreuve de fleuret par équipe avec Anja Fichtel-Mauritz, Monika Weber-Koszto, Annette Dobmeier et Sabine Bau. Elle se classe treizième en individuel.